# Hajdu Tibor (történész)
Hajdu Tibor (Budapest, 1930. augusztus 28. –) magyar történész. 

## Élete
1949 és 1953 között végezte el az ELTE Lenin Intézetét. A történettudomány kandidátusa értekezését 1960-ban, doktori értekezését 1971-ben védte meg. 1949-től 1951-ig a Magyar Munkásmozgalmi Intézet archivumában, 1951 és 1954 között az Országos Levéltárban és a Levéltárak Országos Központjában dolgozott. 1954-től 1966-ig ismét az MMI (1956-tól Párttörténeti Intézet) archivumában. 1975 és 2003 között az MTA Történettudományi Intézetében tudományos tanácsadó, 1991-től 2000-ig tudományos osztályvezető.
Történészi munkásságában jelentős helyet foglal el a Tanácsköztársaság forrásainak és a korszak történetének bemutatása.

## Főbb művei
- Tanácsok Magyarországon 1918–1919-ben; Kossuth, Budapest, 1958
- Március huszonegyedike. Adatok a Magyar Tanácsköztársaság kikiáltásának történetéhez; Akadémiai, Budapest, 1959 (Értekezések a történeti tudományok köréből)
- 1959 A forradalom gyõzelme vidéken. A Forradalmi Kormányzótanács vidéki sajtó-osztályának jelentéseibõl. Századok 93, 159–171.
- 1961 Adatok a Tanácsköztársaság és Szovjet-Oroszország kapcsolatainak történetéhez. Párttörténeti Közlemények 7/3, 86–123.
- 1963 Az õszirózsás forradalom. Budapest
- 1963 Károlyi Mihály és az 1918–19-es forradalmak. Századok 97, 1092–1102.
- 1964 Michael Károlyi and the Revolutions of 1918–19. Acta Historica 10, 351–371.
- Az 1918-as magyarországi polgári demokratikus forradalom; Kossuth, Budapest, 1968
- A magyarországi Tanácsköztársaság; Kossuth, Budapest, 1969
- Károlyi Mihály. Politikai életrajz; Kossuth, Budapest, 1978
- Magyarország története. 1918–1919; tan. Hajdu Tibor, Nemes Dezső, Siklós András, szerk. Nemes Dezső; Tankönyvkiadó, Budapest, 1980 (Magyarország története: egyetemi tankönyv)
- Közép-Európa forradalma, 1917–1921; Gondolat, Budapest, 1989 (Közös dolgaink)
- "A magyar katonatiszt", 1848–1945; szerk. Hajdu Tibor; MTA Történettudományi Intézet, Budapest, 1989 (Társadalom- és művelődéstörténeti tanulmányok)
- Tisztikar és középosztály a dualizmus korában; MTA Történettudományi Intézet, 1991 (Előadások a Történettudományi Intézetben)
- Tisztikar és középosztály, 1850–1914. Ferenc József magyar tisztjei; História–MTA Történettudományi Intézet, Budapest, 1999 (História könyvtár. Monográfiák)
- 1998 Az angolszász hatalmak és a trianoni határok. In: Erdély a Históriában. Összeáll. Bárdi Nándor. Csíkszereda, 260–269.
- 1999 Tisztikar és középosztály 1850–1914. Ferenc József magyar tisztjei. Budapest
- 1999 1949: távozók és maradók a párizsi magyar követségen. In: Hommage à Fejtő Ferenc. A 90 éves Fejtő Ferenc köszöntése emlékezésekkel és tanulmányokkal. Budapest, 221–235.
- 2000 Kiskereskedők, kisiparosok és fiaik Ferenc József tisztikarában. In: Emlékkönyv L. Nagy Zsuzsa 70. születésnapjára. Debrecen, 191–202.
- 2000 Történeti realizmus és nemzeti bűnbakkeresés: az őszirózsás forradalom példája. In: Magyarország a (nagy)hatalmak erőterében. Tanulmányok Ormos Mária 70. születés-napjára. Pécs, 213–224.
- Számokba zárt sorsok. A numerus clausus 90 év távlatából; tan. Hajdu Tibor, Kerepeszki Róbert, Kovács M. Mária; Holokauszt Emlékközpont, Budapest, 2011 (Páva könyvek)
- Ki volt Károlyi Mihály?; Napvilág, Budapest, 2012
- Hajdu Tibor–Pollmann Ferenc: A régi Magyarország utolsó háborúja, 1914–1918; Osiris, Budapest, 2014
- Károlyi, a vörös gróf; Kossuth, Budapest, 2016 (A magyar történelem rejtélyei)